# BLUEMING
《BLUEMING》은 2016년 4월 4일에 발매된 씨엔블루의 6번째 미니앨범이다.

## 수록곡 (작사 / 작곡)
1. 이렇게 예뻤나 (YOU'RE SO FINE) (정용화 / 정용화)
2. THE SEASONS (이종현, 김재양 / 이종현, 김재양, 박현우)
3. YOUNG FOREVER (정용화 / 정용화)
4. WITHOUT YOU (이정신, 김재양 / 이정신, 한승훈)
5. STAY SOBER (정용화, 이노베이터 / 정용화)